# Сендзёгахара
Сендзёгахара (яп. 戦場ヶ原 сэндзё:гахара, «равнина поля боя») — горное плато и лежащее на нём верховое болото в Японии, в префектуре Тотиги. Входит в национальный парк Никко. Признано рамсарским угодьем в 2005 году (как часть болотистой местности Окуникко, 奥日光の湿原). Площадь болота составляет 4,4—9 км², оно является одним из крупнейших на острове Хонсю.
Болото лежит в межгорной впадине на высоте 1400 м над уровнем моря, занимая плато между рекой Юкава и автострадой № 120. Через Сендзёгахара протекает река Юкава, соединяющая озёра Юноко и Тюдзендзи. Всего в него втекают пять, а вытекают две реки. Среднегодовая норма осадков — 2103 мм, среднегодовая температура — 6,7 °С. Зимой болото покрывает снег глубиной в несколько сантиметров.
Некогда на месте Сендзёгахары в результате извержения вулкана Нантай образовалось подпрудное озеро, позже заполнившееся осадками и останками болотных растений и пересохшее. Теперь открытая водная поверхность появляется лишь в его южной части после дождей. Почва торфяная, на площади 1 × 1,5 км глубина торфа составляет около 4 м. В XX—XXI веках болото постепенно высыхает, с 1918 по 1997 год его площадь сократилась на 34,6 %.
На болоте произрастает до 350 видов растений (из них более 100 болотных), также там водится множество птиц. Характерными являются фитоценозы Moliniopsis japonica и сфагнума папиллозного, Carex thunbergii v. appendiculata, пушицы влагалищной. Также там произрастают рододендрон японский, спирея иволистная и Cirsium oligophyllum. Растительность как болотная, так и луговая.
По болоту проложена туристическая тропа, идущая параллельно реке Юкава. Местность особенно популярна осенью, когда желтеют и деревья, и болотные травы.
По легенде, своим названием местность обязана божествам горы Нантай и горы Акаги — огромному змею и огромной многоножке,— сражавшимися здесь за свои владения.
К западу от Сендзёгахара лежит похожее болото Одасирогахара площадью 44,7 га.